# タイワンウンピョウ
タイワンウンピョウ（台湾雲豹、学名:Neofelis nebulosa brachyura）は、ネコ科ウンピョウ属に分類される食肉類でウンピョウの絶滅亜種。台湾の先住民族である排湾族(パイワン族)からは「聖霊」や「聖獣」と呼ばれ貴ばれていた。タカサゴヒョウ(高砂豹　※高砂は日本におけるかつての台湾の呼称)やタイワントラ(台湾虎)とも呼ばれた。

## 分布
台湾全土の森林（特に南部や東部の海岸山脈）。

## 形態
全長180cmほど。全身に雲型の斑紋と黒い斑点や縞が入る。通常のウンピョウよりもほっそりとした体形。

## その他
2013年に絶滅が宣言されたが、その後も目撃情報がある。